# Eogammarus oclairi
Eogammarus oclairi är en kräftdjursart som beskrevs av Edward Lloyd Bousfield 1979. Eogammarus oclairi ingår i släktet Eogammarus och familjen Anisogammaridae. Inga underarter finns listade i Catalogue of Life.